# Joe Hertenstein

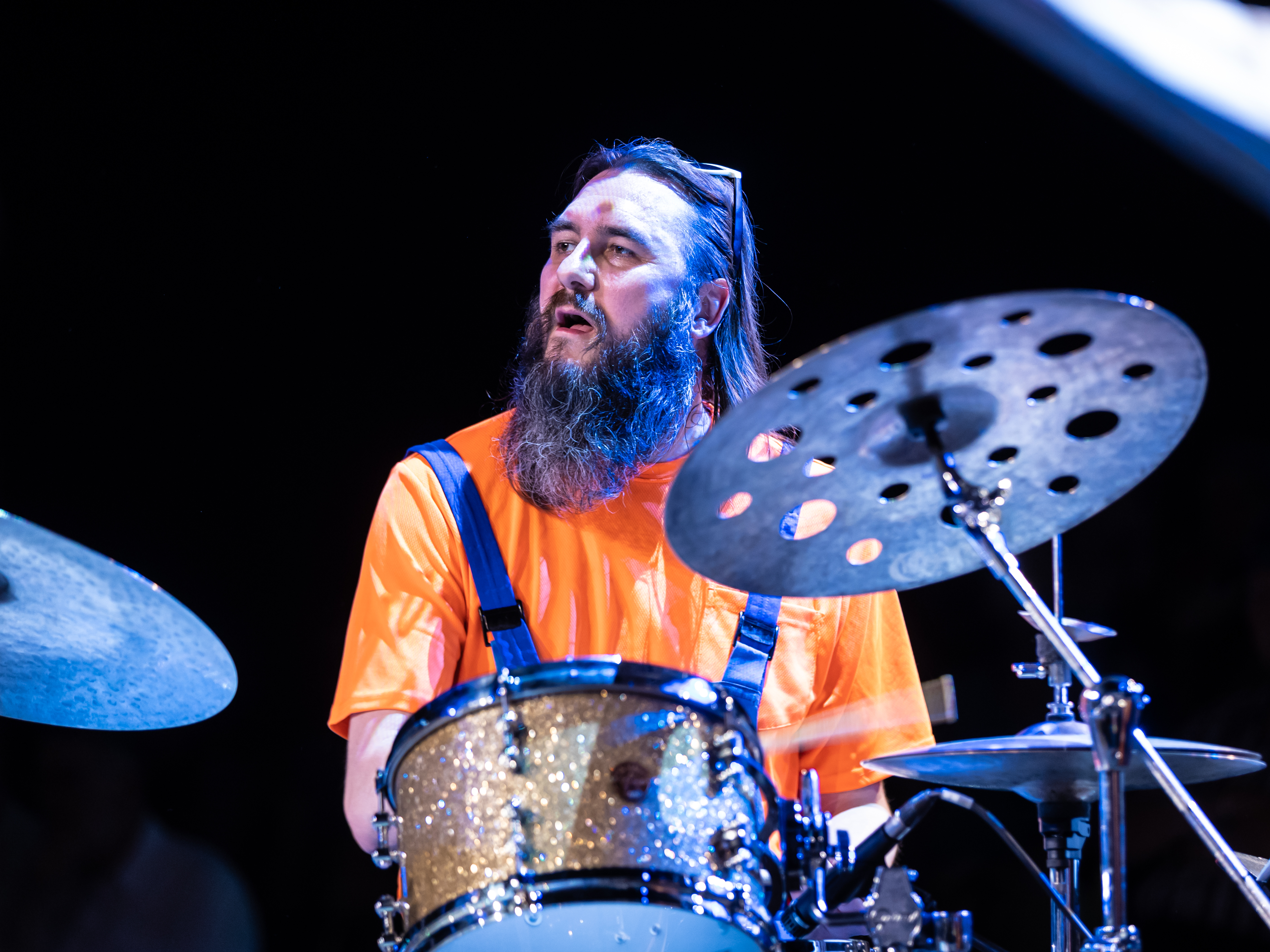
Joe Hertenstein (singend) beim Moers Festival 2022

Joe Hertenstein (* 6. März 1977 in Lahr als Jörg Hertenstein) ist ein deutscher Jazzmusiker (Schlagzeug, Komposition).

## Leben und Wirken
Hertenstein, der bereits als Kind Schlagzeug spielte, interessierte sich zunächst für klassische und Rockmusik, bevor er mit 19 Jahren den Jazz entdeckte. Er studierte zunächst Musik in München, Rotterdam, Berlin und Köln. 2007 zog er nach New York City, wo er im Jazzstudiengang des Queens College den Master of Arts absolvierte.
Hertenstein spielte in seiner Gruppe HNH mit Pascal Niggenkemper und Thomas Heberer kreativen Jazz; dieses Trio wurde, erweitert um Joachim Badenhorst das Quartett Polylemma. Außerdem ist er Co-Leiter des Improvisationstrios Tørn mit Philip Zoubek und Achim Tang. Mit Tang und Jon Irabagon bildete er das Trio Future Drone. Er war Mitglied des James Choice Orchestra, mit dem zwei Alben entstanden. Mit Sebastian Gramss, Joker Nies und Peter Alexius bildete er das P-Project. Weiterhin war er Mitglied der New Yorker Gruppe Jetlag des Ex-Smiths Bassisten Andy Rourke. Überdies spielte er mit Musikern wie Anthony Coleman, Kenny Werner, Chris Potter, Butch Morris, Juni Booth, Kenny Wollesen, Graham Haynes, Brandon Ross, Tristan Honsinger, Darius Jones, Mat Maneri, Ken Filiano, Damon Smith, Adam Rudolph oder Karl Berger. Inspiriert von Johnny Cash und Tom Waits trat er unter dem Pseudonym Joe Stone auch als Countrysänger auf.
Seit Oktober 2020 lebt Hertenstein wieder in Berlin. Er ist weiterhin auf Alben von Terrence Ngassa, dem Core Trio, Sean Sonderegger, Welf Dorr, Stephen Gauci (Soundlift Berlin-New York) und Sana Nagano zu hören. Tom Lord verzeichnet 20 Aufnahmen zwischen 2006 und 2021.

## Diskographische Hinweise
- Joe Hertenstein / Thomas Heberer / Joachim Badenhorst / Pascal Niggenkemper Polylemma (Red Toucan 2011)
- Joe Hertenstein / Achim Tang / Jon Irabagon Future Drone (Jazzwerkstatt Berlin 2012)
- HNH (Hertenstein / Niggenkemper / Heberer) (Clean Feed Records 2015)
- Ivo Perelman, Matthew Shipp, Joe Hertenstein Scalene (Leo Records 2018)